# Форд, Форд Мэдокс
Форд Герман Хюффер (англ. Ford Hermann Hueffer; 17 декабря 1873 — 26 июня 1939), после Первой мировой войны изменивший имя на Форд Мэдокс Форд (англ. Ford Madox Ford) — английский писатель, поэт, литературный критик и редактор журналов. Среди его наиболее значимых работ выделяют трилогию «Пятая королева», тетралогию «Конец парада» и роман «Солдат всегда солдат», включавшиеся в несколько списков лучших английских романов XX века.

## Биография и творчество
Форд был старшим из трёх детей известного музыкального критика Фрэнсиса (Франца) Хюффера, переехавшего в Британию немца, и Кэтрин Браун, дочери Форда Мэдокса Брауна. Другой дед Форда, Йохан Герман Хюффер был немецким политиком, как и дядя Альфред Хюффер, сооснователь Партии Центра. Форд стал публиковать свою прозу с начала 1890-х годов. В 1894 году он женился, но брак был неудачным; супруги расстались, но не развелись. У него было множество внебрачных отношений, в том числе с деятельницами искусства. В начале XX века Форд написал 3 романа в соавторстве с Джозефом Конрадом. Затем он приступил к трилогии «Пятая королева», романам с Екатериной Говард в центре сюжета. Вымышленный образ честной глубоко верующей девушки, попавшей в лабиринт любовно-шпионских страстей, мало соответствовал действительности. Части «Пятой королевы» были опубликованы в 1906—1908 годах и удостоились похвалы как образчик импрессионизма, сумевший передать атмосферу Тюдоровской эпохи. 
В 1908 году Форд основывает литературный журнал The English Review (Английский обзор), где наряду с очередными работами признанных писателей вроде Конрада или Генри Джеймса были впервые опубликованы неизвестные тогда Уиндем Льюис, Д.Г. Лоуренс и Норман Дуглас. Уже в 1909 году Форд ушёл с поста главного редактора своего детища. Он продолжал писать и накануне войны принялся за роман «Солдат всегда солдат» («Хороший солдат»), опубликованный в 1915 году. История двух семейных пар, также известная как «Хроника страсти», описывается от лица одного из этих четырёх людей (ненадёжного рассказчика) в новаторском стиле, не соблюдающем хронологию событий. Заканчивающиеся трагедией любовные и социальные отношения героев основаны на реальных событиях личной жизни Форда, как и некоторые другие его произведения. Тогдашняя сожительница Форда, писательница Вайолет Хант, стала прототипом жены главного героя как этого романа, так и цикла «Конец парада». Книга получила крайне высокие оценки и считается лучшим романом Форда и входит в число наиболее значимых романов на английском языке.
С началом Первой мировой войны Форд поступил на службу в Бюро военной пропаганды, где работали многие писатели, например Джон Голсуорси и Гилберт Кит Честертон. Написав две пропагандические книги, летом 1915 года лейтенант Форд был отправлен на фронт во Францию. В битве на Сомме он был контужен и в 1917 году комиссован. Через 2 года на фоне германофобии Форд Герман Хюффер стал Фордом Мэдоксом Фордом, взяв имя в честь деда. В 1918 году 44-летний Форд начал жить с 24-летней художницей Стеллой Боуэн, от которой у него в 1920 году родилась дочь. В 1922 году они переехали в богемный Париж, где Форд подружился с Джеймсом Джойсом, Эрнестом Хемингуэем и Гертрудой Стайн, чьи произведения он публиковал в созданном им в 1924 году журнале The Transatlantic Review (Трансатлантическое обозрение). В Париже у Форда начался роман с Джин Рис (как её стали звать после того, как Форд посоветовал ей взять псевдоним), которую он сподвиг попробовать себя в прозе. Вскоре Рис, чей муж находился в тюрьме, переехала к Форду и Боуэн. После разрыва Форд и Рис описали эти отношения в романах.
В 1924 году вышел первый роман цикла «Конец парада», окончившегося в 1928 году четвёртой частью «Нет больше парада». Эта история, также частично автобиографичная, повествует о любовном треугольнике между ортодоксальным джентльменом, его неверной женой и юной суфражисткой на фоне общественного презрения к главному герою и его участия в Первой мировой войне. Тетралогия получила высокие оценки и считается второй по значимости работой Форда. В последние годы жизни Форд перебрался в США, где преподавал в одном из Мичиганских колледжей. Он продолжал писать, пока не умер в нормандском Довиле в июне 1939 года.